# Sport Club Fortuna Köln 1983-1984
Questa voce raccoglie le informazioni riguardanti il Sport Club Fortuna Köln nelle competizioni ufficiali della stagione 1983-1984.

## Stagione
Nella stagione 1983-1984 il Fortuna Colonia, allenato da Horst Heese, concluse il campionato di 2. Bundesliga al 9º posto. In Coppa di Germania il Fortuna Colonia fu eliminato al primo turno dal Borussia M'gladbach.

## Rosa
| N. |                     | Ruolo | Calciatore            |
| -- | ------------------- | ----- | --------------------- |
|    | Germania (bandiera) | P     | Bernd Helmschrot      |
|    | Germania (bandiera) | P     | Robert Hemmerlein     |
|    | Germania (bandiera) | D     | Thomas Esche          |
|    | Islanda (bandiera)  | D     | Janus Guðlaugsson     |
|    | Germania (bandiera) | D     | Günter Hutwelker      |
|    | Germania (bandiera) | D     | Hans-Jürgen Scheinert |
|    | Germania (bandiera) | C     | Jürgen Baier          |
|    | Germania (bandiera) | C     | Dieter Finkler        |
|    | Germania (bandiera) | C     | Hans-Jürgen Gede      |
|    | Germania (bandiera) | C     | Bernd Grabosch        |
|    | Germania (bandiera) | C     | Florian Hinterberger  |

| N. |                     | Ruolo | Calciatore           |
| -- | ------------------- | ----- | -------------------- |
|    | Germania (bandiera) | C     | Achim Kropp          |
|    | Germania (bandiera) | C     | Michael Kuntze       |
|    | Germania (bandiera) | C     | Hannes Linßen        |
|    | Germania (bandiera) | C     | Norbert Schmitz      |
|    | Germania (bandiera) | A     | Rudi Gores           |
|    | Germania (bandiera) | A     | Uwe Helmes           |
|    | Germania (bandiera) | A     | Eduard Kirschner     |
|    | Germania (bandiera) | A     | Dirk Kurtenbach      |
|    | Germania (bandiera) | A     | Dieter Lemke         |
|    | Germania (bandiera) | A     | Ralf Schlösser       |
|    | Germania (bandiera) | A     | Hermann-Josef Werres |

## Organigramma societario
Area tecnica
- Allenatore: Horst Heese
- Allenatore in seconda:
- Preparatore dei portieri:
- Preparatori atletici:

## Calciomercato

### Sessione estiva
| Acquisti | Acquisti          | Acquisti           | Acquisti |
| R.       | Nome              | da                 | Modalità |
| -------- | ----------------- | ------------------ | -------- |
| A        | Rudi Gores        | Fortuna Düsseldorf |          |
| D        | Janus Guðlaugsson | FH Hafnarfjörður   |          |
| A        | Uwe Helmes        | Duisburg           |          |
| A        | Eduard Kirschner  | Augusta            |          |

| Cessioni | Cessioni               | Cessioni       | Cessioni |
| R.       | Nome                   | a              | Modalità |
| -------- | ---------------------- | -------------- | -------- |
| A        | Bernd Vittinghoff      | Charlottenburg |          |
| C        | Robert Hanschitz       | Charlottenburg |          |
| A        | Dieter Schatzschneider | Amburgo        |          |

### Sessione invernale
| Acquisti | Acquisti | Acquisti | Acquisti |
| R.       | Nome     | da       | Modalità |
| -------- | -------- | -------- | -------- |

| Cessioni | Cessioni | Cessioni | Cessioni |
| R.       | Nome     | a        | Modalità |
| -------- | -------- | -------- | -------- |

## Risultati

### 2. Bundesliga

#### Girone di andata
| Arbitro: | Kespohl |

|                          |           |                       |
| Schäfer 28’ Diekmann 81’ | Marcatori | 45’ Linßen 48’ Helmes |

| Arbitro: | Werner |

|                                |           |  |
| Lemke 23’ Baier 57’ Linßen 77’ | Marcatori |  |

| Arbitro: | Correll |

|                                                                           |           |                                 |
| Metzler 1’, 41’ (rig.) Remark 25’, 47’ Beck 38’ Killmaier 60’ Schmitz 82’ | Marcatori | 12’ (rig.) Kirschner 88’ Werres |

| Arbitro: | Theobald |

|                         |           |                        |
| Baier 17’ Kirschner 31’ | Marcatori | 35’ Steiner 56’ Hayduk |

| Arbitro: | Boos |

|                                       |           |                 |
| Schlipper 31’ Wohlfarth 38’ Balke 78’ | Marcatori | 53’, 89’ Werres |

| Arbitro: | Pauly |

|                                         |           |            |
| Schlösser 42’ Kurtenbach 47’ Werres 73’ | Marcatori | 76’ Rudolf |

| Arbitro: | Brehm |

|                                              |           |                                                 |
| Dittus 3’ Günther 62’ Schüler 69’ Boysen 87’ | Marcatori | 25’ Kurtenbach 38’ Hinterberger 42’ Vittinghoff |

| Colonia 10 settembre 1983, ore 15:00 CEST 8ª giornata | Fortuna Colonia | 0 – 0 referto | Wattenscheid 09 | Südstadion (1 000 spett.)\| Arbitro: \| Kasperowski \| |
| Arbitro:                                              | Kasperowski     |               |                 |                                                        |

| Aquisgrana 17 settembre 1983, ore 15:00 CEST 9ª giornata | Alemannia Aquisgrana | 0 – 0 referto | Fortuna Colonia | Stadio Tivoli (7 000 spett.)\| Arbitro: \| Retzmann \| |
| Arbitro:                                                 | Retzmann             |               |                 |                                                        |

| Arbitro: | Dellwing |

|                                                                |           |            |
| Kurtenbach 20’ Gores 43’, 90’ Guðlaugsson 64’ Hinterberger 75’ | Marcatori | 83’ Nehoda |

| Arbitro: | Matheis |

|                              |           |                         |
| Guðlaugsson 10’ Grabosch 64’ | Marcatori | 36’ Wegmann 73’ Demange |

| Arbitro: | Zimmermann |

|                                 |           |               |
| Schlumberger 40’ Marczewski 89’ | Marcatori | 86’ Kirschner |

| Arbitro: | Kasperowski |

|                                  |           |  |
| Guðlaugsson 23’ Hinterberger 25’ | Marcatori |  |

| Arbitro: | Meijerink |

|  |           |                  |
|  | Marcatori | 36’ (rig.) Gores |

| Arbitro: | Reinstädtler |

|                                           |           |           |
| Werres 55’ Guðlaugsson 61’ Kurtenbach 65’ | Marcatori | 82’ Pache |

| Arbitro: | Neuner |

|             |           |                           |
| Dickert 59’ | Marcatori | 12’ Linßen 52’ Kurtenbach |

| Arbitro: | Broska |

|                           |           |            |
| Linßen 28’ Kurtenbach 36’ | Marcatori | 74’ Traser |

| Arbitro: | Scheuerer |

|                                                     |           |                            |
| Drexler 3’, 26’ Abel 9’, 59’ (rig.) Täuber 45’, 68’ | Marcatori | 57’ Gores 80’ Hinterberger |

| Arbitro: | Puchalski |

|                      |           |           |
| Gores 26’ Werres 67’ | Marcatori | 53’ Hauck |

#### Girone di ritorno
| Arbitro: | Bruch |

|           |           |                                               |
| Gores 87’ | Marcatori | 17’ (aut.) Kuntze 86’ Jurgeleit 90’ Buschmann |

| Arbitro: | Schäfer |

|  |           |                                |
|  | Marcatori | 30’, 47’ Lemke 32’, 85’ Helmes |

| Arbitro: | Stark |

|                                |           |             |
| Helmes 71’ Gores 73’ Baier 88’ | Marcatori | 19’ Frowein |

| Arbitro: | Horeis |

|            |           |           |
| Lorant 54’ | Marcatori | 8’ Werres |

| Arbitro: | Hellwig |

|                         |           |               |
| Hinterberger 70’ (rig.) | Marcatori | 31’ Wohlfarth |

| Friburgo in Brisgovia 25 febbraio 1984, ore 15:00 CET 25ª giornata | Friburgo | 0 – 0 referto | Fortuna Colonia | Dreisamstadion (3 000 spett.)\| Arbitro: \| Eli \| |
| Arbitro:                                                           | Eli      |               |                 |                                                    |

| Arbitro: | Gabor |

|            |           |                                 |
| Helmes 65’ | Marcatori | 53’ Schüler 86’ Groß 87’ Bühler |

| Arbitro: | Matheis |

|                                                |           |                                  |
| Kunkel 33’ Kügler 44’ Wulfmeier 73’ Elgert 75’ | Marcatori | 22’ (rig.) Helmes 87’ Kurtenbach |

| Arbitro: | Vasel |

|                           |           |  |
| Gede 60’ Hinterberger 75’ | Marcatori |  |

| Arbitro: | Huster |

|               |           |                                               |
| Vorreiter 68’ | Marcatori | 10’ Gede 11’, 40’ Werres 30’ Helmes 62’ Esche |

| Arbitro: | Bodmer |

|                        |           |           |
| Laibach 16’ Müller 88’ | Marcatori | 90’ Lemke |

| Arbitro: | Wahmann |

|          |           |                 |
| Gede 28’ | Marcatori | 61’ Sprangowski |

| Arbitro: | Diekert |

|                                          |           |              |
| Merkle 11’, 88’ Klinsmann 44’ Müller 76’ | Marcatori | 17’ Grabosch |

| Arbitro: | Waltert |

|                        |           |  |
| Kirschner 73’ Gede 89’ | Marcatori |  |

| Arbitro: | Schäfer |

|                                   |           |  |
| Eickels 52’ Jakobs 76’ Funkel 88’ | Marcatori |  |

| Arbitro: | Kespohl |

|              |           |                             |
| Grabosch 18’ | Marcatori | 75’ Dickert 79’ Hönnscheidt |

| Arbitro: | Niebergall |

|                          |           |  |
| Bönisch 21’ Nordgren 30’ | Marcatori |  |

| Arbitro: | Pauly |

|  |           |                     |
|  | Marcatori | 38’ Berge 67’ Kruse |

| Arbitro: | Huster |

|                   |           |                   |
| Kohnle 62’ (rig.) | Marcatori | 90’ (aut.) Kohnle |

### Coppa di Germania
| Arbitro: | Heitmann |

|                             |           |                                    |
| Werres 44’ Hinterberger 48’ | Marcatori | 57’ Matthäus 78’ Hannes 87’ Criens |

## Statistiche

### Statistiche di squadra
| Competizione      | Punti | In casa | In casa | In casa | In casa | In casa | In casa | In trasferta | In trasferta | In trasferta | In trasferta | In trasferta | In trasferta | Totale | Totale | Totale | Totale | Totale | Totale | DR |
| Competizione      | Punti | G       | V       | N       | P       | Gf      | Gs      | G            | V            | N            | P            | Gf           | Gs           | G      | V      | N      | P      | Gf     | Gs     | DR |
| ----------------- | ----- | ------- | ------- | ------- | ------- | ------- | ------- | ------------ | ------------ | ------------ | ------------ | ------------ | ------------ | ------ | ------ | ------ | ------ | ------ | ------ | -- |
| 2. Bundesliga     | 38    | 19      | 10      | 5       | 4       | 36      | 22      | 19           | 4            | 5            | 10           | 30           | 43           | 38     | 14     | 10     | 14     | 66     | 65     | +1 |
| Coppa di Germania | -     | 1       | 0       | 0       | 1       | 2       | 3       | 0            | 0            | 0            | 0            | 0            | 0            | 1      | 0      | 0      | 1      | 2      | 3      | -1 |
| Totale            | 38    | 20      | 10      | 5       | 5       | 38      | 25      | 19           | 4            | 5            | 10           | 30           | 43           | 39     | 14     | 10     | 15     | 68     | 68     | 0  |

### Andamento in campionato
| Giornata  | 1 | 2 | 3  | 4  | 5  | 6  | 7  | 8  | 9  | 10 | 11 | 12 | 13 | 14 | 15 | 16 | 17 | 18 | 19 | 20 | 21 | 22 | 23 | 24 | 25 | 26 | 27 | 28 | 29 | 30 | 31 | 32 | 33 | 34 | 35 | 36 | 37 | 38 |
| --------- | - | - | -- | -- | -- | -- | -- | -- | -- | -- | -- | -- | -- | -- | -- | -- | -- | -- | -- | -- | -- | -- | -- | -- | -- | -- | -- | -- | -- | -- | -- | -- | -- | -- | -- | -- | -- | -- |
| Luogo     | T | C | T  | C  | T  | C  | T  | C  | T  | C  | C  | T  | C  | T  | C  | T  | C  | T  | C  | C  | T  | C  | T  | C  | T  | C  | T  | C  | T  | T  | C  | T  | C  | T  | C  | T  | C  | T  |
| Risultato | N | V | P  | N  | P  | V  | P  | N  | N  | V  | N  | P  | V  | V  | V  | V  | V  | P  | V  | P  | V  | V  | N  | N  | N  | P  | P  | V  | V  | P  | N  | P  | V  | P  | P  | P  | P  | N  |
| Posizione | 7 | 3 | 11 | 10 | 13 | 11 | 12 | 12 | 11 | 9  | 9  | 9  | 9  | 8  | 8  | 7  | 7  | 7  | 6  | 7  | 7  | 6  | 6  | 6  | 6  | 7  | 7  | 6  | 6  | 7  | 7  | 7  | 7  | 7  | 9  | 9  | 10 | 9  |

Legenda:

Luogo: C = Casa; T = Trasferta. Risultato: V = Vittoria; N = Pareggio; P = Sconfitta.

### Statistiche dei giocatori
| Giocatore       | 2. Bundesliga | 2. Bundesliga | 2. Bundesliga | 2. Bundesliga | Coppa di Germania | Coppa di Germania | Coppa di Germania | Coppa di Germania | Totale   | Totale | Totale      | Totale     |
| Giocatore       | Presenze      | Reti          | Ammonizioni   | Espulsioni    | Presenze          | Reti              | Ammonizioni       | Espulsioni        | Presenze | Reti   | Ammonizioni | Espulsioni |
| --------------- | ------------- | ------------- | ------------- | ------------- | ----------------- | ----------------- | ----------------- | ----------------- | -------- | ------ | ----------- | ---------- |
| J. Baier        | 34            | 3             | 5             | 1             | 1                 | 0                 | 0                 | 0                 | 35       | 3      | 5           | 1          |
| T. Esche        | 16            | 1             | 3             | 0             | 0                 | 0                 | 0                 | 0                 | 16       | 1      | 3           | 0          |
| D. Finkler      | 25            | 0             | 5             | 0             | 0                 | 0                 | 0                 | 0                 | 25       | 0      | 5           | 0          |
| H. Gede         | 15            | 4             | 1             | 1             | 0                 | 0                 | 0                 | 0                 | 15       | 4      | 1           | 1          |
| R. Gores        | 16            | 7             | 6             | 0             | 0                 | 0                 | 0                 | 0                 | 16       | 7      | 6           | 0          |
| B. Grabosch     | 22            | 3             | 0             | 1             | 1                 | 0                 | 1                 | 0                 | 23       | 3      | 1           | 1          |
| J. Guðlaugsson  | 21            | 4             | 2             | 0             | 0                 | 0                 | 0                 | 0                 | 21       | 4      | 2           | 0          |
| U. Helmes       | 19            | 7             | 1             | 0             | 0                 | 0                 | 0                 | 0                 | 19       | 7      | 1           | 0          |
| B. Helmschrot   | 24            | 0             | 0             | 0             | 0                 | 0                 | 0                 | 0                 | 24       | 0      | 0           | 0          |
| R. Hemmerlein   | 14            | 0             | 1             | 0             | 1                 | 0                 | 0                 | 0                 | 15       | 0      | 1           | 0          |
| F. Hinterberger | 30            | 6             | 8             | 0             | 1                 | 1                 | 0                 | 0                 | 31       | 7      | 8           | 0          |
| G. Hutwelker    | 18            | 0             | 3             | 0             | 1                 | 0                 | 1                 | 0                 | 19       | 0      | 4           | 0          |
| E. Kirschner    | 27            | 4             | 3             | 0             | 1                 | 0                 | 0                 | 0                 | 28       | 4      | 3           | 0          |
| A. Kropp        | 10            | 0             | 2             | 0             | 1                 | 0                 | 0                 | 0                 | 11       | 0      | 2           | 0          |
| M. Kuntze       | 28            | 0             | 2             | 0             | 1                 | 0                 | 0                 | 0                 | 29       | 0      | 2           | 0          |
| D. Kurtenbach   | 25            | 7             | 3             | 0             | 0                 | 0                 | 0                 | 0                 | 25       | 7      | 3           | 0          |
| D. Lemke        | 24            | 4             | 3             | 0             | 1                 | 0                 | 0                 | 0                 | 25       | 4      | 3           | 0          |
| H. Linßen       | 28            | 4             | 3             | 0             | 1                 | 0                 | 0                 | 0                 | 29       | 4      | 3           | 0          |
| H. Scheinert    | 19            | 0             | 2             | 0             | 0                 | 0                 | 0                 | 0                 | 19       | 0      | 2           | 0          |
| R. Schlösser    | 8             | 1             | 0             | 0             | 1                 | 0                 | 0                 | 0                 | 9        | 1      | 0           | 0          |
| N. Schmitz      | 0             | 0             | 0             | 0             | 0                 | 0                 | 0                 | 0                 | 0        | 0      | 0           | 0          |
| B. Vittinghoff  | 7             | 1             | 0             | 0             | 1                 | 0                 | 1                 | 0                 | 8        | 1      | 1           | 0          |
| H. Werres       | 37            | 9             | 1             | 0             | 1                 | 1                 | 0                 | 0                 | 38       | 10     | 1           | 0          |